# سعاد الزايدي
سعاد الزايدي هي سياسية ونائبة برلمانية مغربية وُلدت في عام 1977 في مدينة الرباط في المغرب، وهي ابنة السياسي المغربي الراحل والبرلماني السابق عن حزب الاتحاد الاشتراكي للقوات الشعبية أحمد الزايدي، وشقيقة السياسي والبرلماني المغربي سعيد الزايدي.

## مسيرتها المهنية والسياسية
سارت سعاد الزايدي على خطى والدها فكانت تنتمي إلى حزب الاتحاد الاشتراكي للقوات الشعبية حتى عام 2016 عندما غادرته لكي تنضم إلى حزب التقدم والاشتراكية، وانتُخبت في نفس العام كعضو في البرلمان المغربي في الانتخابات التشريعية المغربية لعام 2016 وحتى عام 2021 عن الدائرة الانتخابية الوطنية الجزء الأول المخصص للنساء كممثلة لحزب التقدم والاشتراكية عن دائرة مدينة الرباط، وضمن الكتلة البرلمانية لنفس الحزب، وكانت عضو لجنة العدل والتشريع وحقوق الإنسان بمجلس النواب المغربي، إلى جانب كونها عضو بمجلس بلدية الرباط. شغلت سعاد الزايدي منصب نائبة عمدة مدينة الرباط، وفي عام 2021 خاضت أيضًا انتخابات المجلس البلدي ببلدية بوزنيقة التابعة لجهة الدارالبيضاء سطات ضمن لائحة مرشحي حزب التقدم والاشتراكية.

## الأنشطة
شاركت سعاد الزايدي كجزء من وفد المملكة المغربية في المؤتمر الدولي الذي نظمته الشبكة البرلمانية للبنك الدولي وصندوق النقد الدولي في العاصمة الأمريكية واشنطن خلال شهر أبريل من عام 2019.